# ケン・ビンモア

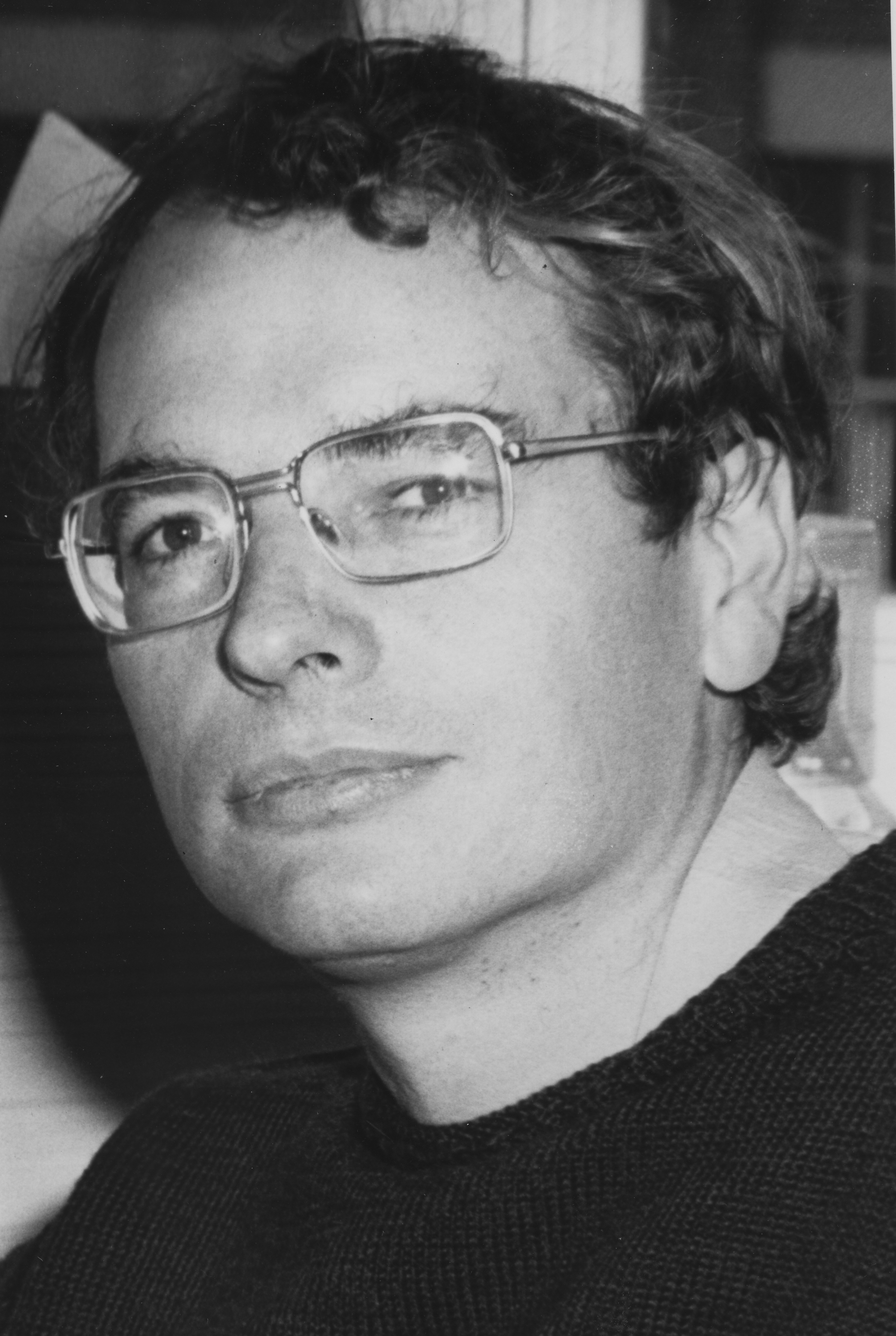

ケン・ビンモア（Kenneth George "Ken" Binmore、1940年9月27日 - ）は、イギリスの数学者・経済学者。ロンドン大学経済学名誉教授、ブリストル大学経済学客員名誉教授、ロンドン・スクール・オブ・エコノミクス哲学・論理学・科学方法論学部客員教授。

## 人物
1940年9月27日ロンドン生まれ。ロンドン大学インペリアル・カレッジ（現インペリアル・カレッジ・ロンドン）で数学の学士と数理解析の博士を取得。その後、ロイヤル・ホロウェイ講師（1965年）、ロンドン・スクール・オブ・エコノミクス数学教授（1969年）、同経済学教授（1988年）、ミシガン大学経済学教授（1988年）、ロンドン大学経済学教授（2001年）を歴任。また、エコノメトリック・ソサエティと英国アカデミーのフェローであり、2002年にアメリカ芸術科学アカデミーの外国人名誉会員に選出され、2007年にはブリストル大学哲学科名誉研究員、ロンドン・スクール・オブ・エコノミクス哲学センターの名誉フェローとなった。
1995年に、「経済学習と社会進化」研究センターの設立に携わり、2000年に第3世代通信のオークションを設計したチームを統率して、イギリス政府に225億ポンドの利益をもたらした。
研究者としては、数学者から経済学者に転身しており、その研究はゲーム理論、応用経済学、進化生物学、哲学に及び、進化ゲーム理論、交渉理論、実験経済学、政治哲学、数学、統計学なども取り扱っている。15冊の著書、編著書を執筆し、120以上の論文を執筆している。

## 著作
- Mathematical Analysis: A Straightforward Approach（New York: Cambridge University Press, 1977年）
- Foundations of Analysis: Book 1: Logic, Sets and Numbers（Cambridge University Press, 1980年）
- Foundations of Analysis: Book 2: Topological Ideas（Cambridge University Press, 1980年）
- （パーサ・ダスグプタとの共編）Economic Organizations As Games（Basil Blackwell, 1986年）
- （パーサ・ダスグプタとの共編）The Economics of Bargaining（Basil Blackwell, 1987年）
- Essays on the Foundations of Game Theory（Basil Blackwell, 1990年）
- Fun and Games: A Text on Game Theory（D. C. Heath and Company, 1991年）
- Game Theory and the Social Contract: Volume 1: Playing Fair（Cambridge: MIT Press, 1994年）
- Game Theory and the Social Contract: Volume 2: Just Playing（Cambridge: MIT Press, 1998年）
- （ジョアン・デイヴィスとの共著）Calculus: Concepts and Methods（Cambridge University Press, 2002年）
- Natural Justice（New York: Oxford University Press, 2005年）
  - 栗林寛幸訳・須賀晃一解説『正義のゲーム理論的基礎』ISBN 9784757122338（NTT出版、2015年）
- Playing for Real – A Text on Game Theory（New York: Oxford University Press, 2007年）
- Does Game Theory Work? The Bargaining Challenge（MIT Press, 2007年）
- Game Theory: A Very Short Introduction（Oxford University Press, 2008年）
  - 海野道郎・金澤悠介訳・解説『ゲーム理論（〈1冊でわかる〉シリーズ）』ISBN 9784000269032（岩波書店、2010年）
- Rational Decisions（Princeton University Press, 2009年）
- （S. オカシャとの共著）Evolution and Rationality（Cambridge University Press, 2012年）